# Tarek William Saab
Tarek William Saab Halabi (El Tigre, 10 de septiembre de 1962) es un abogado y político venezolano de ascendencia libanesa. Fue líder estudiantil, jefe de la oficina de derechos humanos del consejo municipal de Caracas entre 1993 y 1998, congresista por el Distrito Federal entre 1998 y 1999, integrante de la Asamblea Nacional Constituyente de 1999, diputado en la Asamblea Nacional por el estado Anzoátegui entre 2000 y 2004, gobernador por ese mismo Estado entre 2004 y 2012, presidente de la Defensoría del Pueblo designado por la Asamblea Nacional en 2014,en 2017 fue nombrado fiscal general por la Asamblea Nacional Constituyente, sustituyendo a Luisa Ortega Díaz, crítica del régimen de Maduro. En 2023 fue designado como Presidente del Consejo Moral Republicano.En el 2024 fue nuevamente ratificado, entre 35 candidatos, como fiscal general por la Asamblea Nacional hasta el año 2031.
Graduado en derecho por la Universidad Santa María de Caracas, con posgrado en derecho penal, Saab comenzó su ascenso público tras conocer a Hugo Chávez en los años 1990, contribuyendo al indulto de Chávez por parte del presidente Rafael Caldera en 1994. Llamado por Chávez "el poeta de la revolución", Saab ha publicado numerosos poemas desde los 15 años. En 45 años de carrera literaria, ha publicado 17 libros en tres idiomas. Ocupó cargos como diputado, presidente de comisiones parlamentarias y gobernador de Anzoátegui (2004-2012), enfrentando acusaciones de corrupción durante su mandato. 
Sanciones internacionales de los gobiernos de Colombia, Estados Unidos, Canadá, Suiza y los países que conforman la Unión Europea han sido impuestas contra Saab por socavar la democracia en Venezuela.Como procurador, Saab lidera una campaña de represión contra opositores, emitiendo acusaciones y órdenes de arresto contra figuras prominentes de la oposición bajo alegaciones improvisadas de conspiración y traición[cita requerida]. Mantiene una imagen pública de defensor de los derechos humanos, a pesar de las acusaciones de autoritarismo y persecución política. Entre sus objetivos están periodistas, activistas y políticos, como la activista Rocío San Miguel, y miembros del partido Vente Venezuela de María Corina Machado, acusados de conspiración para derrocar al régimen.
Es el actual presidente de la Comisión Nacional por la Reforma Constitucional promovida por el presidente Nicolás Maduro.

## Primeros años
Tarek William Saab nació en el seno de una familia de comerciantes libaneses. Desde joven mostró vocación por la escritura, publicando poemas y artículos en la prensa local a partir de los quince años en el diario Antorcha de la ciudad de El Tigre. En su juventud, fue un líder estudiantil y militante de movimientos de extrema izquierda. A los 14 años, se unió al excomandante guerrillero Douglas Bravo y a su movimiento revolucionario PRV-Ruptura, llegando a ser su asistente personal desde finales de los años 1980 hasta mediados de los años 1990. Fue presidente del Centro de Estudiantes del Liceo Briceño Méndez de El Tigre entre 1978 y 1980 y presidente de la Federación de Estudiantes de la zona Sur del estado Anzoátegui entre 1979 y 1980.
Posteriormente, se trasladó a Mérida, donde entre 1981 y 1982 presidió el comité de bachilleres sin cupo de la Universidad de los Andes. Declina seguir estudiando letras en la universidad, donde formaba parte del movimiento estudiantil, para optar por estudiar derecho en la Universidad Santa María de Caracas. Tiene un posgrado en derecho penal y estudios en derechos humanos en la Universidad Central de Venezuela (UCV), también en Caracas.
Saab se hizo conocido por su participación en la defensa de las víctimas de «El Caracazo», ocurrido en 1989. El 30 de marzo de 1992, presentó junto a un grupo de diputados de izquierda un proyecto de Ley de Amnistía para los implicados en el primer intento de golpe de Estado de 1992 en contra del gobierno de Carlos Andrés Pérez. Acusado de corrupción.

## Carrera política
Su carrera política no ha estado exenta de controversias. Saab fue electo gobernador del estado de Anzoátegui en dos periodos consecutivos (2004-2012) y en 2014 fue designado Defensor del Pueblo. Fue nombrado fiscal general por la Asamblea Constituyente en un acto que generó polémica, dado el contexto político del país. Esta misma Asamblea, controlada en su totalidad por el oficialismo, destituyó a Luisa Ortega Díaz, una fiscal crítica del Gobierno.
En 1993 fue nombrado jefe de la oficina de derechos humanos del Concejo Municipal de Caracas. Conoce en el Cuartel San Carlos al teniente coronel del golpe de Estado de 1992, Hugo Chávez, a quien defiende con un grupo de juristas, logrando interceder ante el presidente Rafael Caldera para lograr su indulto en 1994.

### Parlamentario
Luego de la liberación de Chávez, comenzó a colaborar en el Movimiento Bolivariano Revolucionario-200 (MBR-200), antecedente inmediato del Movimiento V República (MVR), apoyando activamente la candidatura de Chávez a la presidencia en diciembre de 1998, logrando ser elegido por esta organización política diputado al Congreso Nacional en las elecciones de aquel año, ocupando el cargo de presidente de la comisión de cultura de la cámara de diputados. En julio de ese año fue elegido miembro de la Asamblea Nacional Constituyente para redactar la nueva constitución de 1999, en la cual presidió la Comisión de Derechos Humanos.
En 2000 fue electo como diputado a la recién creada Asamblea Nacional en las elecciones generales y preside la Comisión de Política Exterior. El mismo año viajó a diez países miembros de la OPEP, formando parte de la comitiva oficial del presidente venezolano.
En 2002, las organizaciones de derechos humanos de Venezuela se pronunciaron por su detención durante el golpe de Estado del 11 de abril. Meses después, Saab junto al diputado de Acción Democrática, Edgar Zambrano, presiden la comisión de la Asamblea Nacional que investigó los hechos acontecidos durante el golpe de Estado y que concluye con el señalamiento de los militares involucrados.
En octubre, Estados Unidos le revocó la visa de entrada que tenía desde 2000 como consecuencia de supuestas vinculaciones con organizaciones terroristas internacionales y grupos anarquizados venezolanos en los últimos dos años. Tarek William Saab rechazó las acusaciones. El parlamentario Juan Barreto también fue afectado con esa medida.

### Gobernador de Anzoátegui
En 2004 dejó su cargo de diputado para aspirar en las elecciones regionales para Gobernador de su estado natal Estado Anzoátegui por el MVR. En las elecciones del 31 de octubre obtiene 187.209 votos (57% del total), superando al opositor Antonio Barreto, relevando en el cargo a David De Lima y convirtiéndose en el quinto gobernador de la Anzoátegui.
En junio de 2007, enfrentó con éxito un proceso de recolección de firmas para activar un referéndum revocatorio en su contra dirigido por el exministro Luis Alfonso Dávila. Saab ingresa al Partido Socialista Unido de Venezuela (PSUV) después de la disolución del MVR.
En junio del 2008, ganó las elecciones internas de su partido para aspirar a la reelección de la gobernación de Anzoátegui en las siguientes elecciones regionales. En estos comicios, realizados el 23 de noviembre y donde se enfrentó a los opositores Gustavo Marcano y Benjamín Rausseo, Saab obtiene 311.344 votos (55% del total) siendo reelecto.

### Defensoría del Pueblo

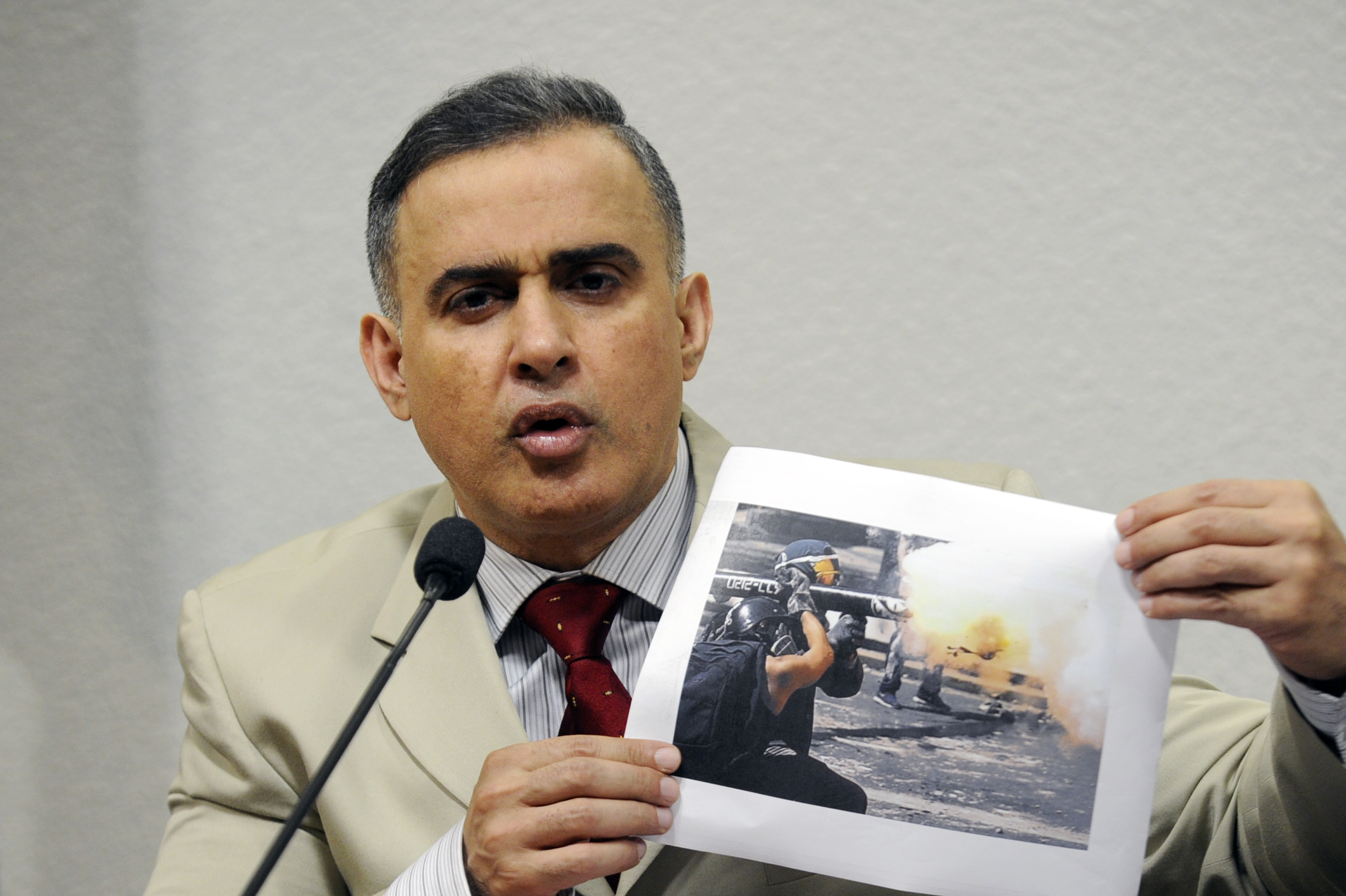
Tarek William Saab en la sala de la Comisión de Derechos Humanos y Legislación Participativa del Senado Federal del Brasil.

Su gestión hizo énfasis en el desarrollo académico de los funcionarios de la Defensoría. En este cargo, Saab fue enlace ante el Poder Judicial, a través de la Sala Penal del Tribunal Supremo de Justicia (TSJ), para la solicitud de libertades con medidas humanitarias a ciudadanos privados de libertad que se encontraban enfermos. Igualmente, gestionó la liberación de los políticos Yon Goicoechea, Raúl Baduel y Wilmer Azuaje, catorce policías del municipio Chacao, así como el cambio a arresto domiciliario del dirigente opositor Leopoldo López. También, pidió que se reabra el caso para investigar la muerte, del rapero Tirone José González Óramas, conocido como Canserbero, Catíre, el último poeta hardcore, entre otros. 
Pidió sancionar a los Guardias Nacionales que asesinaron al joven Fabián Urbina y rechazo los ataques de simpatizantes chavistas a diputados opositores en la Asamblea Nacional.
El 23 de diciembre de 2014, Tarek William Saab es nombrado presidente del Consejo Moral Republicano órgano rector integrado por la Defensoría del Pueblo, la Fiscalía General de la República y la Contraloría General de la República. En 2017, es ratificado en el mismo cargo. En 2017, acude en visita oficial al Líbano y se reúne con el presidente de ese país, Michel Aoun, y el presidente del parlamento, Nabih Berri. Desde este cargo, propulsó la redacción de la Ley que para prohibir las corridas de toros en el país.

### Fiscal General

#### Primer período (2017-2024)

##### Intervención del Tribunal Supremo de Justicia y Reacciones
En 2017 el Tribunal Supremo de Justicia (TSJ) publicó la sentencia 156 en donde se arrogaba a sí mismo y al Presidente de Venezuela, las facultades constitucionales de la Asamblea Nacional, en tanto ésta se "mantenga en la situación de desacato" que el TSJ consideraba existente, acto que fue rechazado por gran parte de la sociedad venezolana, la Organización de Estados Americanos (OEA) y varios países. El 31 de marzo de 2017, Luisa Ortega Díaz, quien para entonces era la fiscal general de Venezuela, en un acto oficial en la sede del Ministerio Público, denunció al país que las sentencias 155 y 156 representaban una ruptura del orden constitucional.
Posteriormente el 1 de mayo del mismo año, Nicolás Maduro mediante una controvertida interpretación de los Artículos 347, 348 y 349 de la Constitución de la República Bolivariana de Venezuela, anunció la convocatoria de una Asamblea Nacional Constituyente (ANC), la cual ha sido catalogada por una buena parte del pueblo venezolano, presidentes americanos y europeos, así como organismos internacionales, como una Constituyente ilegítima e ilegal. Luego de conocerse la convocatoria, Ortega Díaz criticó que fuera Nicolás Maduro y no el pueblo venezolano quien convocara dicha Constituyente, como lo establece la Constitución. El 7 de junio el TSJ decidió que Maduro podía proseguir con la convocatoria de la Constituyente, pues actuaba en nombre del pueblo venezolano. En respuesta, la fiscal general introdujo diversos recursos en el TSJ para frenar la ANC, incluyendo la impugnación de treinte y tres magistrados que fueron ilegalmente designados por la AN a finales de 2015. El TSJ rechazó todos los recursos de la fiscal sin dar explicaciones de fondo.[cita requerida]  Saab dijo que Ortega Díaz nunca hizo objeción a esta designación ni por escrito ni por vía verbal.

##### Convocatoria y controversia de la Asamblea Nacional Constituyente
Para el sector chavista de Venezuela, Luisa Ortega Díaz quien siempre había sido una fiel aliada al oficialismo, ahora se había convertido en una traidora. Pedro Carreño, diputado de la AN por la coalición oficialista Gran Polo Patriótico (GPP), acusó públicamente a Ortega Díaz de sufrir insania mental y poco tiempo después introdujo una demanda en el TSJ en donde solicitaba un antejuicio de mérito en contra de la fiscal por la comisión de supuestos delitos graves. 
El 5 de agosto de 2017, el TSJ usurpando la autoridad de la AN, separó del cargo a Luisa Ortega Díaz, inhabilitándola además para ejercer cargos públicos, congelar sus bienes y prohibiéndole salir del país. En su primer día de sesión, la Asamblea Nacional Constituyente recibió la sentencia del TSJ donde se comunicaba la separación del cargo de Luisa Ortega Díaz. El constituyente Diosdado Cabello propuso la destitución de Ortega Díaz y la designación de Tarek William Saab, quien para entonces era el defensor del pueblo, como fiscal general "provisional". William Saab fue designado como el nuevo titular del Ministerio Público el mismo día.

##### Informe de la ACNUDH y críticas a la actuación de Saab
La ACNUDH también señaló a principios de agosto de 2017, el fiscal general había destituido a varios de los integrantes de la Dirección de Protección de Derechos Fundamentales del Ministerio Público, cuya función es investigar las violaciones de los derechos humanos cometidas por las fuerzas de seguridad. El fiscal general desmanteló la Unidad Criminalística Contra la Vulneración de Derechos Fundamentales, creada en 2014 por Ortega Díaz para recolectar pruebas forenses en los casos en que miembros de las fuerzas de seguridad fueran acusados de haber cometido violaciones de los derechos humanos; la directora de esas unidad y varios de sus expertos forenses habrían huido del país tras recibir amenazas de muerte, según se lee en el informe. Como resultado de lo señalado anteriormente, el Ministerio Público habría perdido su capacidad para realizar exámenes forenses independientes en casos de violaciones de derechos humanos cometidas por miembros de seguridad del Estado.
El 14 de junio de 2018, la ANC por mayoría, designó a William Saab como presidente de la Comisión para la Verdad, considerando la designación de la constituyente Delcy Rodríguez como Vicepresidente de Venezuela. El 22 de junio de 2018, la Oficina del Alto Comisionado de las Naciones Unidas para los Derechos Humanos (ACNUDH), publicó un informe titulado «Violaciones de los derechos humanos en la República Bolivariana de Venezuela: Una espiral descendente que no parece tener fin», en el cual señaló que desde que William Saab fue designado como fiscal general en agosto de 2017, las investigaciones contra efectivos de seguridad por la comisión de crímenes de lesa humanidad, había disminuido. En el informe, el ACNUDH señaló que la nueva política interna dentro del Ministerio Público bajo la gestión de William Saab, era que toda investigación relacionada con un agente de seguridad debía ser aprobada personalmente por el fiscal general, lo cual influía negativamente en la independencia de los fiscales. También se lee en el informe, que en algunos casos, los fiscales fueron despedidos o separados de los casos, como ocurrió con la fiscal que investigaba la muerte de Rubén González, presuntamente asesinado de un disparo de bala de la GNB el 10 de julio de 2017, fiscal que fue retirada del caso cuando estaba a punto de interrogar a los agentes de la GNB presuntamente implicados en el homicidio.
El Comité de Expertos de Derechos Humanos de la ONU, que comenzó su examen de Venezuela el 9 de octubre de 2023, cuestionó la actuación de Saab. Uno de los expertos resaltó la vehemencia con la que Saab defiende al gobierno de Nicolás Maduro, argumentando que esto demostraba su falta de independencia. Juan Manuel Santos Pais, uno de los representantes del Comité, declaró: «Jamás he visto a un fiscal general defender de tal forma al gobierno de su país, cuando su rol aquí es presentar su situación de independencia».

##### Medidas y decisiones bajo su gestión
En el 2018, abrió una investigación penal contra dos futbolistas del Zulia Fútbol Club por un video que se difundió en redes sociales donde aparecieron maltratando a un gato.
En 2020, propone ante la Asamblea Nacional Constituyente una reforma de la ley de protección animal con el fin de obtener penas más severas para quienes la incumplan.
En el 2021, pidió revisar la legislación sobre abuso sexual a raíz de las investigaciones penales que ordenó contra músicos, directores de teatro y escritores involucrados en casos de violencia sexual contra menores de edad que fueron denunciadas en las redes sociales. Entre los acusados se encontraban Alejandro Soto (Los Colores), Leonardo Jaramillo (Okills), José Rafael Briceño, Daniel Landaeta (Le Cinema), Murachi Palomo, Tony Maestracci (Tomates Fritos), Juan Carlos Ogando (Skena Teatro), José Pepe Arceo (Ant Producciones) y el escritor Willy Mckey. Este último, se suicidó en la ciudad de Buenos Aires a las pocas horas de que su caso causase notoriedad pública. Igualmente, consigue la suspensión de una corrida de toros en la ciudad de Maracay por considerarla "una matanza pública de animales".
En el 2022, imputó a dos fiscales, dos alcaldes y dos diputados del chavismo por tráficar y contrabandear gasolina, en la operación que fue conocida como «Mano de Hierro». Abrió investigaciones contra empresarios y celebridades (como Osmel Sousa) por daño ambiental en el Parque Nacional Canaima debido a una fiesta celebrada en la cima del Tepuy Kusari y pidió responsabilidades a la jerarquía eclesiástica por los casos de abuso sexual de sacerdotes revelados en una investigación del Washington Post. También, logra la suspensión de otra corrida de toros como medida de protección a los animales aunque afirmó que el número de denuncias por maltrato animal disminuyeron ese año.
En el 2023 anunció que, durante el primer semestre de ese año, se contabilizaron más de 2 mil casos de abuso sexual a niños y adolescentes y 146 personas fueron detenidas por maltrato animal. También que, desde 2017, más de 500 funcionarios venezolanos fueron condenados por violaciones a los derechos humanos. Imputó a más de sesenta personas por el desfalcó de más de cinco mil millones de dólares a PDVSA, Corporación Venezolana de Guayana (CVG) y Cartones de Venezuela  en el caso de corrupción conocido como PDVSA Cripto (que significó la caída del Ministro del Petróleo, Tareck El Aissami) de las cuales, más de veinte fueron pasadas a juicio por traición a la patria, apropiación o distracción del patrimonio público, alardeamiento o valimiento de relaciones o influencias, legitimación de capitales y asociación. Más adelante, en 2024, ordenó la detención del propio El Aissami, Simón Zerpa (exministro de Economía quien estuvo al frente del Fondo de Desarrollo Nacional -Fonden-) y el empresario Samark López, como cabezas y operadores financieros de esta trama. Días después, mostró públicamente la confesión de este último, quien habría grabado sus conversaciones junto a los políticos Julio Borges y Carlos Ocariz donde negociaba con ellos en nombre de Tareck El Aissami.
Siguiendo en el 2023, ejecutó la detención del alcalde Ernesto Paraqueima quién fue acusado por delitos de odio contra niños autistas. También inició investigaciones contra el empresario Juan Carlos Araujo, quién organizaba conciertos desde la cárcel de El Rodeo (donde está pagando condena por narcotráfico), debido a los retrasos para la presentación de Romeo Santos en la base aérea de La Carlota y la estafa en el concierto del cantante Anuel en Caracas en 2022.
El 12 de noviembre, ordena reabrir el caso de la muerte del rapero Tirone José Canserbero González Orama, quien falleció el 20 de enero de 2015 en la ciudad de Maracay en lo que inicialmente se reportó como un asesinato-suicidio luego de haber apuñalado a su amigo, Carlos Molnar. Días después, al haber sido exhumado su cadáver para nuevas pericias, reveló en el podcast de Nicolás Maduro que “Cambiaron el escenario de los hechos, el lugar del suceso fue totalmente cambiado... En la reconstrucción de la caída libre se concluyó que es mentira que él se levanta de puntillas, se monta en el lugar y salta porque cuando se hace una simulación de ese nivel el cuerpo no cae en la manera en que él cayó. También allí mintieron en la investigación (anterior)”. Luego de esto, imputó a los hermanos Guillermo y Natalia Améstica (mánager del rapero) por los delitos de falsa atestación y obstrucción a la justicia, al descartar la autopsia psiquiátrica que el rapero sufriese de esquizofrenia, como estos habían declarado inicialmente. El 26 de diciembre, presenta en rueda de prensa las confesiones para concluir en caso. En un video, los hermanos Améstica relatan como sucedieron los hechos. Natalia contó que, para sedarlos "Ellos bebieron una taza cada uno y al momento de quedarse somnoliento, yo estaba en la cocina preparando la cena y al llegar Carlos Molnar vi cómo estaba y lo ataqué directamente al cuello. Carlos cae al piso, lo ataqué por la espalda y por el brazo y quien me ve es Tirone... Él cae en el sofá, es cuando yo le doy dos puñaladas en su costado, sin saber qué hacer, llamé desesperada a mi hermano Guillermo para que me ayudara a resolver esa situación"  dando por cerrada la versión que corrió durante años del suicidó del cantante. “Hemos cumplido y Canserbero puede descansar en paz donde sea que esté, porque quienes lo mataron ahora están presos” dijo Saab antes de informar que ahora se investigará a los que durante años han estado cobrando las regalías por derechos de autor de los temas de Canserbero de manera irregular.  El 1 de febrero de 2024, los hermanos Natalia y Guillermo Améstica fueron condenados a 25 años de prisión por “homicidio calificado con alevosía y por motivo fútil en grado de coautoría, obstrucción a la administración de justicia, simulación de hecho punible, falsa atestación ante funcionario público y asociación para delinquir”.
En mayo del 2024 logró la detención, en España, de los hermanos Rebeca García y Francisco García, acusados en Venezuela de delitos de odio, acoso a mujeres y delitos de pornografía infantil a lo largo de varios años.

#### Segundo período (2024-actualidad)
El 31 de octubre de 2024 fue nuevamente ratificado, al finalizar un proceso de evaluación de 35 candidatos, como fiscal general por la Asamblea Nacional hasta el año 2031.
En noviembre de 2024, anunció la liberación de 220 personas que fueron detenidas en los sucesos tras las elecciones presidenciales de ese año. Para diciembre de ese año, las medidas habían beneficiado a 1.369 detenidos.
El 15 de enero de 2025, fue designado por el presidente Nicolás Maduro como presidente de la Comisión Nacional por la Reforma Constitucional "por su experiencia como jurisconsulto, como defensor de los derechos humanos, como Constituyente redactor de la Constitución, como miembro más joven de la Comisión Presidencial del Comandante Hugo Chávez en el año 98-99 para hacer la Constitución. Está calificado moralmente, éticamente, tiene los conocimientos y va a hacer una gran labor”.

### Contradicciones como Fiscal
En febrero de 2017 la fiscalía realiza una serie de investigaciones en la industria petrolera de occidente, una de ella la iniciada por el fiscal 55º nacional auxiliar del Ministerio Público de Venezuela Luis Sánchez Rangel sobre asuntos de corrupción de Nuevos Desarrollos de la Faja del Orinoco al otorgar adjudicaciones directas, las investigaciones avanzaron al punto de comprometer como principal sospechoso al Presidente del Consejo Moral Republicano Tarek William Saab y quien sería nombrado Fiscal General de Venezuela en agosto de ese año, la investigación por corrupción también se centró en el expresidente interino Diosdado Cabello, este acusó públicamente a Sánchez de pertenecer a una red de extorción junto a los fiscales Luisa Ortega Diaz y Pedro Lupera que tuvieron que salir del país por las amenazas e intentos de asesinato. Saab acusó de extorción y corrupción a Luis Sánchez y fue detenido desde agosto de 2017 sin acusación oficial ni juicio, siendo liberado en noviembre de 2021
Durante una entrevista con el periodista Fernando del Rincón, en septiembre de 2024, Tarek afirmó que el diplomático Edmundo González era tratado como títere, era maltratado por la señora de a lado (María Corina Machado) ; el periodista le aclaró que como fiscal si tenía pruebas de su denuncia de atentado contra una persona mayor de edad, que las muestre, si no estará cometiendo un delito grave, acto que no demostró. Tarek afirmó que las actas publicadas por la PUD son falsas en la Web, donde «aparecen actas de gente que no votó, actas de gente fallecida votando, actas de personas que votaron por un candidato y aparece por otro. Lo más insólito es que mucha gente se metió al QR y aparecían unos muñequitos o la dirección de un restaurante», cosa que en realidad estas actas solo informan resultados totales de cada mesa y no de personas en particular. «El partido de Gobierno entregó sus actas, yo vi cuando las entregaron. La Plataforma Unitaria Democrática (partido del que González fue candidato) dijo que no tenía actas. No llevaron actas, dijeron que las actas las tiene Súmate, una empresa privada. (…) En Venezuela, el poder electoral no es ni Súmate ni la página web: es el Poder Judicial que le dio la razón a la autoridad electoral y el Poder Electoral, que dio resultados que proclamaron a Nicolás Maduro como presidente», añadió.
En mayo de 2024 el fiscal Tarek William Saab informó la detención de otras diez personas en el Caso PDVSA-Cripto sin mencionar sus nombres y presentó un video del detenido Samark José López Bello haciendo declaraciones que serán usadas para solicitar nuevamente otra orden de aprehensión y de extradición en contra de Leopoldo López y Julio Borges. Sin embargo el 27 de mayo de 2025 se filtra un audio de la Unidad Central Operativa (UCO) entre Alejandro Hamlyn López Tapias presidente del grupo Hafesa de energía y el abogado Jacobo Teijelo, que involucra a Delcy Rodriguez en una trama de corrupción con la venta de contrabando de petróleo venezolano en España.Las pruebas de los negocios mafiosos de los hermanos Rodríguez 27/05/2025

## Trayectoria literaria
Comenzó a escribir poesía a los catorce años, cuando estudiaba en el Liceo Briceño Méndez de El Tigre, Anzoátegui publicando poemas en el diario Antorcha de esa ciudad. En los años 80, sus poemas llegan hasta las página de Papel Literario de El Nacional. La influencia de los poetas estadounidenses de la generación beat cómo Jack Kerouac, Allen Ginsberg y el movimiento de contracultura hippie fueron influyentes en los inicios de la poesía de Tarek William Saab, así como las lecturas del novelista alemán Herman Hesse. Ha editado dieciséis libros a lo largo de sus 45 años de carrera literaria.
En 1984, fundó (junto a su hermana, Iman Saab) la revista infantil Acuarela, la cual se editó durante más de 20 años para formar niños en favor de la poesía. 
En el año 1993 fue seleccionado por un jurado para representar a Venezuela en el “Foro Literatura y Compromiso”  realizado en Mollina/Málaga ( España ). Su libro "Los Niños del Infortunio" fue escrito luego de ser invitado por el presidente cubano, Fidel Castro, durante una entrevista que le realizó en 2005 en La Habana, a visitar la misión médica cubana en Pakistán. Se presentó en la feria del libro de la capital cubana al año siguiente, con la presencia de Castro y Hugo Chávez. Chávez lo apodó como El Poeta de la Revolución.
Entre los años 2005 y 2012 dirigió el Fondo Editorial Eduardo Sifontes.
Su última publicación, "Un tren viaja al cielo de la medianoche", fue el libro más vendido 21a Feria Internacional del Libro de Venezuela (Filven 2025).

### Libros publicados
- Los ríos de la ira (Caracas, 1987. Caracas, 2025).
- El Hacha de los Santos (Caracas, 1992. Caracas, 1993).
- Príncipe de lluvia y duelo (Cumaná, 1992).
- Al Fatah (México, 1994).
- Ángel Caído Ángel (Caracas, 1994. Caracas, 1999).
- Cielo a media asta (Buenos Aires, 2001. Barquisimeto, 2003. Barcelona, 2003. La Habana, 2003. Caracas, 2004).
- Cuando pasen las carretas (Caracas, 2004).
- Poemas selectos (Colombia, 2005)
- Los niños del infortunio (Cuba, 2006. China, 2007).
- Memorias de Gulan Rubani (Caracas, 2007).
- Un paisaje boreal (Valencia, 2008. Caracas, 2009, Caracas 2021).
- Antología mínima (Mérida, 2015).
- Cuando roza la tierra (Caracas, 2016).
- Discursos al pie del hemiciclo (Caracas, 2023 -Tomo I-. Caracas, 2024 -Tomo II-)[129][130][131][132]
- Hoguera de una adolescencia intemporal (Caracas, 2022. Caracas. 2024)[133][134]
- Soñando el largo viaje (Egipto, 2024. Moscú y Caracas, 2025).[135][136][137]

- Un tren viaja al cielo de la medianoche (Caracas, 2025).[10]

## Vida personal
Aparte de su vida política, Tarek es conocido por su amor a la música, en especial por artistas y bandas de habla inglesa, desde John Lennon hasta AC/DC, y por su afición al gimnasio. Es padre de cuatro hijos.

## Controversias
La figura de Saab ha generado debates y especulaciones. Ha sido vinculado por sectores opositores con un supuesto ala árabe radical dentro del Gobierno, alegando que apoya y financia a grupos radicales en Medio Oriente. Un tatuaje detrás de su oreja izquierda que dice "Alá es Grande" en caracteres árabes ha intensificado estas sospechas, aunque Saab nunca ha mostrado un interés marcado en temas religiosos.
Su nombramiento como Fiscal General por la Asamblea Nacional Constituyente ha sido considerado como ilegal de origen, según el artículo 279 de la Constitución de Venezuela es la Asamblea Nacional quien somete a consideración al titular del poder público mediante el voto de las dos terceras partes, y no hace mención a la Asamblea Constituyente. En un plazo no mayor a treinta días, posteriormente el poder electoral sometará a consulta popular.

Yibram Saab, un estudiante de Derecho de 22 años e hijo de Tarek William Saab, Defensor del Pueblo en Venezuela, condenó la brutal represión por parte de los cuerpos de seguridad de la nación. Su declaración surgió después de que él mismo se convirtiera en víctima de la violencia durante las protestas, reflejando el trágico destino del estudiante de 20 años, Juan Pablo Pernalete. Pernalete fue fatalmente herido por el uso de gases lacrimógenos tras recibir un impacto en el pecho durante protestas en Altamira, Miranda. En un emotivo mensaje, Yibram expresó:
"Condeno la brutal represión por parte de los cuerpos de seguridad de la nación, de la cual fui víctima hoy... Ese pude haber sido yo. Por último, me dirijo directamente a mi papá: Papá, en este momento tienes el poder de poner fin a la injusticia que ha hundido al país. Te pido como hijo y en nombre de Venezuela, a la que tu sirves, que reflexiones y hagas lo que tienes que hacer. Te entiendo, sé que no es fácil, pero es lo correcto."
A través de su cuenta de Twitter, Saab lamentó la muerte de Juan Pablo Pernalete y prometió sancionar a los responsables. En respuesta al video publicado por Yibram Saab, Nicolás Maduro Guerra, hijo del presidente de Venezuela, Nicolás Maduro, publicó una carta en su cuenta de Twitter:
"Tus 3 minutos de fama pudieron haber sido otra cosa... Te invito a la reflexión ya que somos criados por grandes seres humanos... Los que hoy marcharon a tu lado están usando el amor de tu padre para manipular al país, tu presión a un hombre libre como Tarek William Saab es el deseo de desunión familiar de los que quieren destruir la patria."
Las protestas en Venezuela han dejado 28 muertos hasta la fecha, a raíz de la sentencia emitida por el Tribunal Supremo de Justicia de Venezuela el 30 de marzo, que intensificó la ya profunda crisis institucional del país. Las manifestaciones continuaron en las calles a pesar de los problemas sociales y la escasez de productos básicos. Los partidos opositores exigen cuatro medidas: la inhabilitación de los jueces de la Corte Suprema, elecciones libres lo antes posible, la liberación de políticos presos como Leopoldo López, y ayuda humanitaria para alimentos y medicinas en Venezuela. El punto de la inhabilitación corresponde a la Defensoría del Pueblo, por lo que las marchas se dirigen allí para solicitar una respuesta de su titular, Tarek William Saab.

### Sanciones
Saab ha sido sancionado por varios países y tiene prohibido ingresar a la vecina Colombia. El gobierno colombiano lo mantiene en una lista de personas con prohibición de ingresar a Colombia o sujetas a expulsión; en enero de 2019, la lista contaba con 200 personas con «estrecha relación y apoyo al régimen de Nicolás Maduro». En julio de 2017, Estados Unidos sancionó a trece altos funcionarios del gobierno venezolano, incluido Saab, asociados con las elecciones a la Asamblea Constituyente venezolana de 2017 por su papel en «socavar la democracia y los derechos humanos».
Canadá sancionó a 40 funcionarios venezolanos, incluido Saab, en septiembre de 2017. Las sanciones fueron por comportamientos que "socavaron la democracia" después de que al menos 125 personas murieran en las protestas venezolanas de 2017 y «en respuesta al descenso del gobierno de Venezuela cada vez más profundo hacia una dictadura». Se prohibió a los canadienses realizar transacciones con las cuarenta personas, cuyos activos canadienses fueron congelados.
La Unión Europea sancionó a siete funcionarios venezolanos, incluyendo a Saab, el 18 de enero de 2018, y los señaló como responsables del deterioro de la democracia en el país. A las personas sancionadas se les prohibió ingresar a las naciones de la Unión Europea y sus activos fueron congelados. Suiza implementó sanciones, congelando los activos de siete ministros y altos funcionarios, incluyendo a Saab, debido a violaciones de derechos humanos y al deterioro del estado de derecho y la democracia.
En 2017, la administración del presidente estadounidense Donald Trump sancionó a Saab en julio, junto con otros 12 funcionarios venezolanos, por supuestas violaciones a los derechos humanos. Saab recibió la sanción como una condecoración, afirmando que era una sanción a su trayectoria y lucha antiimperialista.

### Denuncias de corrupción contra Tarek William Saab
En 2018 se iniciaron averiguaciones contra los directivos de la constructora Conkor por más de cien contratos con la gobernación de Anzoátegui durante la gestión de Saab (2004-2012).
En 2024 la exfiscal general de Venezuela, Luisa Ortega Díaz, denunció que el fiscal general de la República, Tarek William Saab, ha utilizado su posición para enriquecerse y afirmó que es el verdadero propietario de la constructora Conkor, la cual habría realizado numerosos contratos con el Gobierno. En un video difundido el 6 de mayo de 2024, Ortega Díaz aseveró que los dueños legales de Conkor, Alejandro Josué Ruiz Mazzeo y Elías Ramón Koury Guevara, son testaferros de Saab. Según Ortega Díaz, entre 2005 y 2012, durante el mandato de Saab como gobernador de Anzoátegui, Conkor fue favorecida intencionalmente con la adjudicación de 84 contratos para obras públicas en el estado. Esta denuncia se enmarca en un contexto donde el Ministerio Público, dirigido por Saab, ha realizado detenciones por corrupción. Ortega Díaz afirmó poseer pruebas obtenidas durante un allanamiento a las oficinas de Conkor en el marco de la investigación del desfalco a la faja petrolífera del Orinoco. Durante el allanamiento, se encontraron documentos que evidencian irregularidades como adjudicaciones directas sin licitación, obras inconclusas y sobreprecios. Además, señaló que de 2003 a 2017, Conkor mantuvo 59 contratos con empresas filiales y mixtas de PDVSA, incluyendo Petrocedeño, Pequiven, Petrodelta, Petrojunín y Petropiar, todas relacionadas con la faja petrolífera del Orinoco. La exfiscal en el exilio estimó que el valor de estos contratos supera los 1000 millones de dólares.

### Periodistas, el caso Álex Saab y PDVSA-Cripto
El 3 de mayo de 2024, Armando.info anunció el lanzamiento de un documental en la televisora pública de Estados Unidos, producido junto con el programa Frontline, que aborda el caso de Álex Saab, presunto testaferro de Nicolás Maduro. El documental, titulado "A Dangerous Assignment: Uncovering Corruption in Maduro's Venezuela",se transmitirá a partir del 14 de mayo por PBS.
El 7 de mayo de 2024 el fiscal Tarek William Saab acusó de pertenecer a una red extorciva y haber recibido dinero a periodistas y algunos medios que estuvieron investigando e hicieron las denuncias en 2022 el caso PDVSA-Cripto  entre los que vinculó en forma global nombres como Maibort Petit, Sebastiana Barráez, Norbei Marín y Daniel Lara Farías; los periodistas de Armando Info Roberto Deniz y Ewald Scharfenberg, quienes hacen trabajos críticos a las estructuras del gobierno.
Armando.info rechazó categóricamente las acusaciones realizadas por el Fiscal General de Venezuela, Tarek William Saab, designado en 2017 por la Asamblea Constituyente chavista, contra los socios-directores del medio, en relación con el escándalo de corrupción conocido como Pdvsa-Cripto. Armando.info ha informado sobre los negocios y conexiones de Álex Saab y sobre cómo Pdvsa entregó la comercialización del petróleo a intermediarios cercanos al gobierno para evadir sanciones. Las acusaciones del fiscal, basadas en una supuesta confesión de Samark López, sancionado y acusado como testaferro de Tareck El Aissami desde 2017 por Estados Unidos, quienes han entregado investigación periodística y reportajes antes de la intervención de la fiscalía en 2023 en la trama de corrupción Pdvsa-cripto, han sido consideradas infundadas por el medio.
La Comisión Interamericana de Derechos Humanos y varios medios internacionales han expresado su apoyo a Armando.info, destacando la importancia del periodismo independiente. Desde la Relatoría Especial para la Libertad de Expresión de la CIDH, el relator Pedro Vaca, se solidarizó con los periodistas.